# 24 Oras
24 Oras è un notiziario televisivo filippino trasmesso su GMA Network dal 15 marzo 2004. È condotto da Mel Tiangco, Emil Sumangil e Vicky Morales.

## Conduttori

### Attuali

#### Edizione settimanale
- Mel Tiangco (dal 2004)[1]
- Vicky Morales (dal 2014)
- Emil Sumangil (dal 2023)

Conduttori di segmento
- Iya Villania (dal 2015, Chika Minute)
- Kim Atienza (dal 2021, Kuya Kim, Ano Na?)
- Martin Javier (dal 2023, Game Changer)

#### Edizione del fine settimana
- Pia Arcangel (dal 2010)
- Ivan Mayrina (dal 2018)

Conduttori di segmento
- Nelson Canlas (dal 2013, Chika Minute)
- Kim Atienza (dal 2023, Kuya Kim, Ano Na?)

### Precedenti

#### Edizione settimanale
- Mike Enriquez (2004-2022)[1]

Conduttori di segmento
- Pia Guanio (2004-2015, Chika Minute)
- Atom Araullo (2004-2005, Atomic Sports)
- Chino Trinidad (2006-2023, Time Out)
- Nathaniel Cruz (2012-2022, segmento meteo)[2]
- Maureen Schrijvers (2023–24, GMA Integrated News Weather Center)

#### Edizione del fine settimana
- Jiggy Manicad (2010-2018)

Conduttori di segmento
- Grace Lee (2010–12, Chika Minute)
- Luane Dy (2010–13, Chika Minute)
- Cata Tibayan (2013–18, Chika Minute)